# 西里安斯卡足球俱樂部
西里安斯卡足球俱樂部（Syrianska Football Club）是瑞典的一家足球俱樂部。俱樂部設立于1977年。球隊目前參加瑞典乙組足球聯賽南斯韋阿蘭的賽事。Syrianska的意思是叙利亚人，故也可译作叙利亚人足球俱乐部。